# Lingua samogitica
La lingua samogitica o samogizia (nome nativo žemaitiu ruoda, in lituano žemaičių tarmė) è una lingua baltica parlata in Lituania nella regione di Samogizia.

## Distribuzione geografica
Il samogitico è parlato principalmente nella Lituania occidentale, ma è attestato anche in Irlanda, Lettonia, Regno Unito, Russia e Stati Uniti d'America; in assenza di statistiche ufficiali, il numero dei locutori è stimato in meno di mezzo milione.

## Classificazione
È ancora discusso se considerare il samogitico una lingua, come fanno alcuni autori che la definiscono una lingua baltica distinta, oppure, come altri autori tra cui Ethnologue, che la considerano un dialetto della lingua lituana.
Il samogitico è suddiviso in tre sottogruppi:
- Samogitico settentrionale, parlato nelle regioni di Telšiai e Kretinga,
- Samogitico occidentale, parlato nella Regione di Klaipėda,
- Samogitico meridionale, parlato nelle regioni di Varniai, Kelmė e Raseiniai.[senza fonte]

## Alfabeto
| Lettera Nome | A a [ā]  | Ā ā [ėlguojė ā] | B b [bė] | C c [cė]      | Č č [čė]        | D d [dė]        | E e [ē]         | Ē ē [ėlguojė ē] |
| Lettera Nome | Ė ė [ė̄]  | Ė̄ ė̄ [ėlguojė ė̄] | F f [ėf] | G g [gė, gie] | H h [hā]        | I i [ī]         | Ī ī [ėlguojė ī] | J j [jot]       |
| Lettera Nome | K k [kā] | L l [ėl]        | M m [ėm] | N n [ėn]      | O o [ō]         | Ō ō [ėlguojė ō] | P p [pė]        | R r [ėr]        |
| Lettera Nome | S s [ės] | Š š [ėš]        | T t [tė] | U u [ū]       | Ū ū [ėlguojė ū] | V v [vė]        | Z z [zė, zet]   | Ž ž [žė, žet].  |

## Esempi
| Italiano              | Samogitico              | Lituano                                                                | Lettone                             | Latgaliano              |
| --------------------- | ----------------------- | ---------------------------------------------------------------------- | ----------------------------------- | ----------------------- |
| Samogitico            | žemaitiu kalba          | žemaičių kalba                                                         | žemaišu valoda                      | žemaišu volūda          |
| Inglese               | onglu kalba             | anglų kalba                                                            | angļu valoda                        | ongļu volūda            |
| Sì                    | Noje                    | Taip; informalmente anche Jo                                           | Jā                                  | Nuj                     |
| No                    | Ne                      | Ne                                                                     | Nē                                  | Nā                      |
| Ciao!                 | Svēks                   | Sveikas                                                                | Sveiks                              | Vasals                  |
| Come stai?            | Kāp gīveni?             | Kaip gyveni / laikaisi / einasi?                                       | Kā tev iet?                         | Kai īt?                 |
| buona sera!           | Lab vakar!              | Labas vakaras / labvakar!                                              | Labvakar!                           | Lobs vokors!            |
| Benvenuto [a...]      | Svēkė atvīkė̄i!          | Sveiki atvykę                                                          | Laipni lūdzam                       | Vasali atguojuši        |
| Buona notte!          | Labanakt                | Labos nakties / Labanakt!                                              | Ar labu nakti                       | Lobys nakts!            |
| Arrivederci!          | Sudieu, vėsa gera       | Viso gero / Sudie(vu) / Viso labo!                                     | Visu labu                           | Palicyt vasali          |
| Buona giornata!       | Geruos dėinuos!         | Geros dienos / Labos dienos!                                           | Jauku dienu!                        | Breineigu dīnu          |
| Buona fortuna!        | Siekmies!               | Sėkmės!                                                                | Veiksmi!                            | Lai lūbsīs!             |
| Prego                 | Prašau                  | Prašau                                                                 | Lūdzu                               | Lyudzams                |
| Grazie                | Diekou                  | Ačiū / Dėkui / Dėkoju                                                  | Paldies                             | Paļdis                  |
| Tu sei il benvenuto   | Prašuom                 | Prašom                                                                 | Laipni lūdzam                       | Laipni lyudzam          |
| Scusa                 | Atsėprašau              | Atsiprašau / Atleiskite                                                | Atvaino (Piedod)                    | Atlaid                  |
| Chi?                  | Kas?                    | Kas?                                                                   | Kas? (Kurš?)                        | Kas?                    |
| Quando?               | Kumet?                  | Kada / Kuomet?                                                         | Kad?                                | Kod?                    |
| Dove?                 | Kor?                    | Kur?                                                                   | Kur?                                | Kur?                    |
| Perché?               | Diukuo?                 | Kodėl / Dėl ko?                                                        | Kādēļ? (Kāpēc?)                     | Dieļ kuo?               |
| Qual è il tuo nome?   | Kuoks tava vards?       | Koks tavo vardas? / Kuo tu vardu?                                      | Kāds ir tavs vārds? (Kā tevi sauc?) | Kai tevi sauc?          |
| Perché                | Dieltuo                 | Todėl / Dėl to                                                         | Tādēļ (Tāpēc)                       | Dieļ tuo                |
| Come?                 | Kāp?                    | Kaip?                                                                  | Kā?                                 | Kai?                    |
| Quanto?               | Kėik?                   | Kiek?                                                                  | Cik daudz?                          | Cik daudzi?             |
| Non capisco.          | Nesopronto              | Nesuprantu                                                             | Nesaprotu                           | Nasaprūtu               |
| Sì, capisco.          | Sopronto                | Suprantu                                                               | Saprotu                             | Saprūtu                 |
| Aiutami!              | Padieket!               | Padėkite / Gelbėkite!                                                  | Palīgā!                             | Paleigā!                |
| Dov'è il bagno?       | Kor īr tuliets?         | Kur yra tualetas?                                                      | Kur ir tualete?                     | Kur irā tualets?        |
| Parli inglese?        | Rokounaties onglėškā?   | (Ar) kalbate angliškai?                                                | Vai runājat angliski?               | Runuojit ongliski?      |
| Non parlo samogizio.  | Nerokounous žemaitėškā. | Žemaitiškai nekalbu                                                    | Es nerunāju žemaitiski              | As narunuoju žemaitiski |
| Il conto, per favore. | Saskaita prašīčiuo      | Prašyčiau sąskaitą / Sąskaitą, prašyčiau / Sąskaitą, prašau, pateikite | Rēķinu, lūdzu!                      | Lyudzu, saskaitu        |